# Ballybay
Ballybay is een plaats in het Ierse graafschap Monaghan.